# McCall-Gletscher (Washington)
Der McCall-Gletscher liegt in der Region der Goat Rocks im US-Bundesstaat Washington. Der Gletscher befindet sich in Nachbarschaft zum Pacific Crest Trail innerhalb der Goat Rocks Wilderness im Snoqualmie National Forest, etwa 0,6 mi (0,97 km) südöstlich des Old Snowy Mountain und etwa 0,5 mi (0,8 km) westlich des Packwood-Gletschers. Er besteht aus zahlreichen kleinen Eiskörpern. Der größte Abschnitt des McCall-Gletschers liegt unmittelbar östlich des Ives Peak (7.940 ft (2.420 m)) und bildet den Ursprung des North Fork Tieton River.